# Prohydata exsignata
Prohydata exsignata är en fjärilsart som beskrevs av Paul Dognin 1914. Prohydata exsignata ingår i släktet Prohydata och familjen mätare. Inga underarter finns listade i Catalogue of Life.